# Torische lens

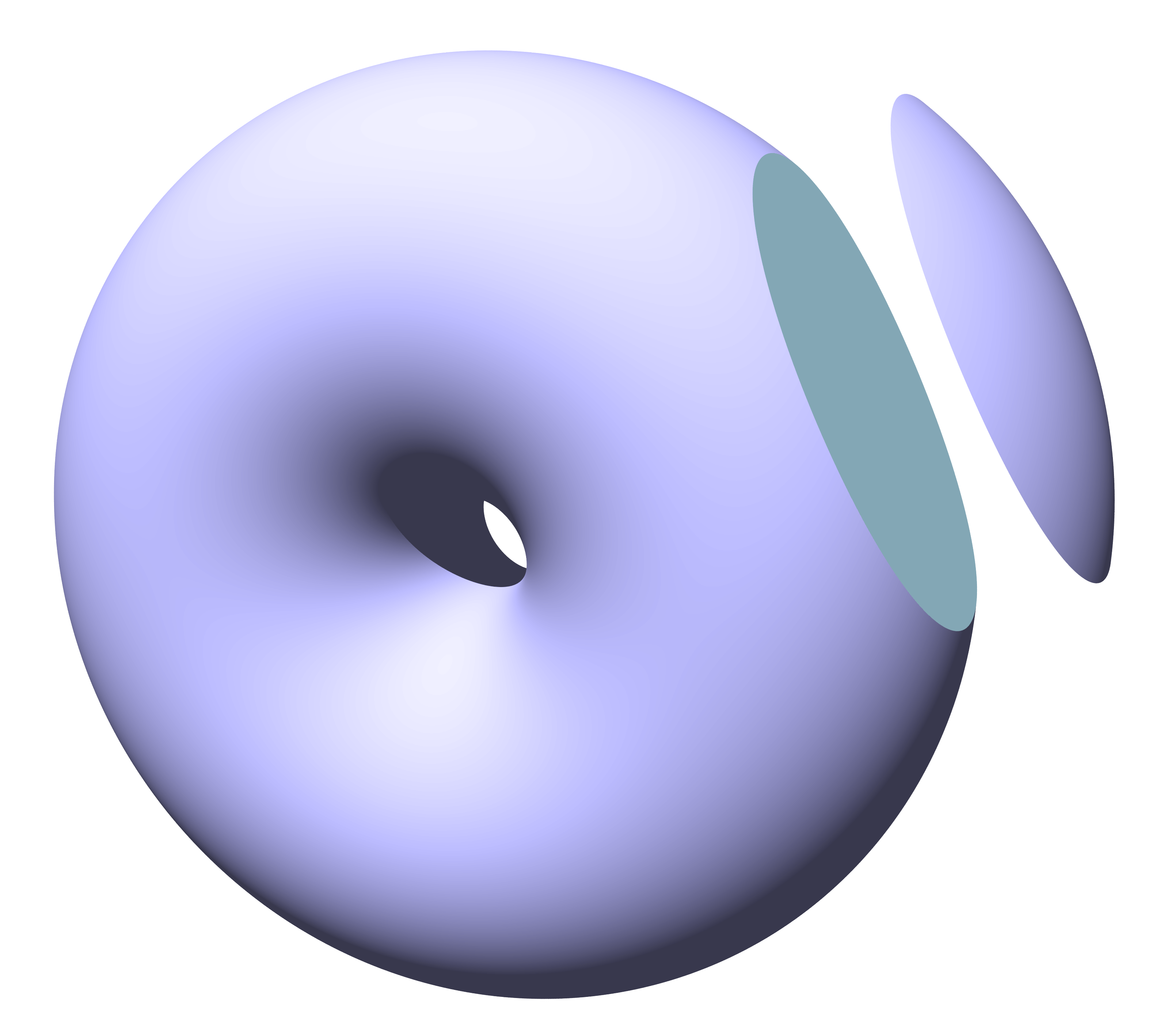
Torisch lensoppervlak als „kapje” (rechtsboven) van een torus (hier met R = 1,2 r).

Een torus ontstaat door een cirkel r te roteren om een in hetzelfde vlak liggende as (hier de z-as) op afstand R van het midden van de cirkel.

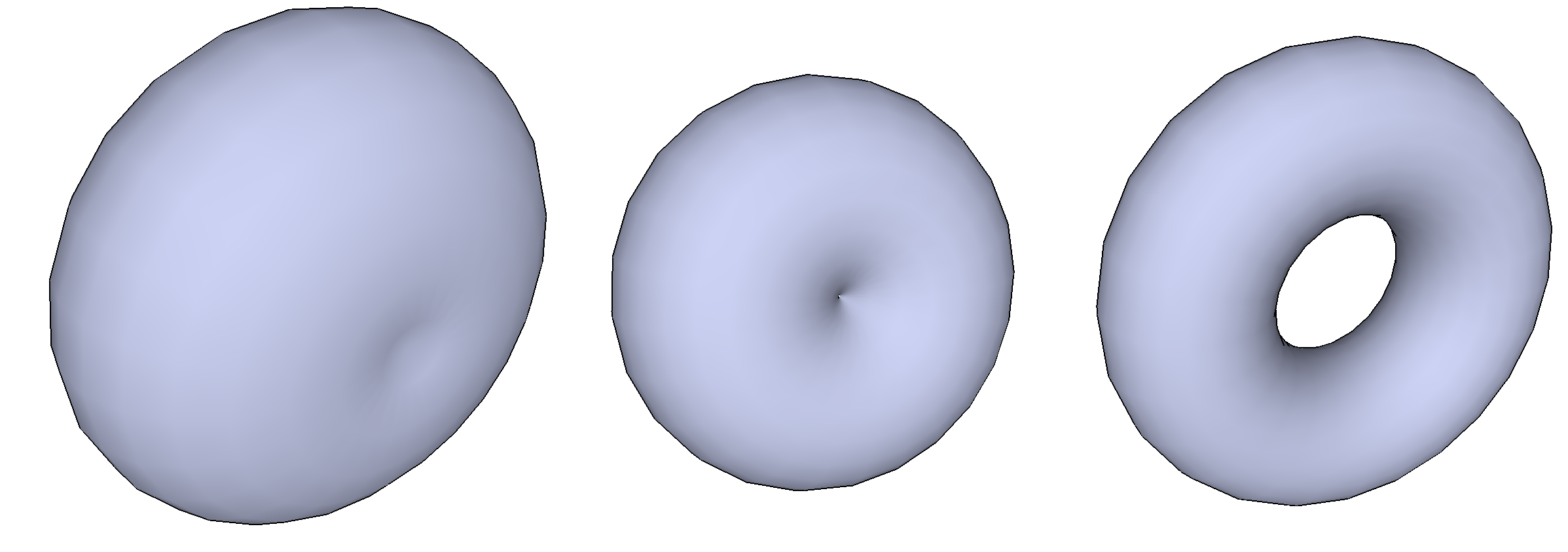
Als de grote straal R naar 0 nadert (hier van rechts naar links), wordt de torus uiteindelijk een bol.

Een torische lens is een lens die in twee onderling loodrechte richtingen twee verschillende sterktes heeft. Een van de lensoppervlakken heeft hierbij de vorm van een „kapje” van een torus (zie afb. 1). Het andere oppervlak is meestal sferisch. Door deze combinatie is de torische lens asferisch. Torische lensvormen worden vooral toegepast in brillenglazen, contactlenzen en implantaatlenzen ter correctie van astigmatisme.

## Torus
Een torus ontstaat in beginsel door een cirkel met straal r te roteren om een as in hetzelfde vlak als waarin de cirkel zich bevindt. Het middelpunt van de cirkel roteert hierbij met een straal R om de rotatieas (zie afb. 2). Als R > r, krijgt men een open (ringvormige) torus. Als R = r, is de middenopening samengetrokken tot een punt, dat samenvalt met het middelpunt van de ring. Wanneer R < r, is de torus ook dicht, maar is van de opening slechts aan weerskanten een kuiltje over waarvan de diepte kleiner wordt naarmate R dichter tot 0 nadert. In deze beide gevallen (R = r en R < r) spreekt men van een gesloten torus. Als R = 0, is de torus ontaard in een bol met straal r. (Zie afb. 3.)

## De torische lens
De grootste kromtestraal van het torische lensoppervlak, R + r (zie afb. 2), komt overeen met de kleinste lenssterkte, S = (n – 1) / (R + r). Hierin staat 'n' voor de licht-brekingsindex van het lens-materiaal.
De kleinste kromtestraal, r, komt overeen met de grootste sterkte, s = (n – 1) / r. Daar R + r > r, is S < s. De lens gedraag zich ongeveer als een combinatie van een sferische lens met sterkte s en een cilindrische lens met sterkte  s – S. Deze sterkte s – S is wat in de oogheelkunde en optometrie de cilindersterkte wordt genoemd.
Merk op dat zowel de grootste als de kleinste kromming cirkelvormig zijn. In tegenstelling tot wat vaak wordt gedacht, is de torische lens dan ook géén deel van een omwentelingsellipsoïde.

### Werking
Lichtstralen in het (x,y)-vlak van de torus (zie afb. 2) worden gebroken overeenkomstig de grootste kromtestraal, R + r, dus de kleinste lenssterkte, S = (n – 1) / (R + r)).
Lichtstralen in een vlak door de rotatieas (de z-as) van de torus worden gebroken overeenkomstig de kleinste kromtestraal, r, dus de grootste lenssterkte s = (n – 1) / r. Er is dus sprake van twee verschillende lenssterktes in onderling loodrechte richtingen. In de tussenliggende richtingen verloopt de lenssterkte geleidelijk van de grootste naar de kleinste waarde of andersom. Dit alles compenseert de astigmatische afwijking van het oog.

## Atorische lens
Dankzij computergestuurde ontwerp-, slijp- en polijsttechnieken kan tegenwoordig over een groter beeldveld een goede correctie worden bereikt door bepaalde afwijkingen van de torische vorm te introduceren. Men spreekt in dat geval van een atorische (letterlijk: „niet-torische”) lens.